# 韦·绮力心儿藏热
韦·绮力心儿藏热（藏語：དབའས་ཁྲི་སུམ་རྗེ་རྩང་བཞར，威利转写：dba'as khri sum rje rtsang bzhar；？—725年），又称尚绮心儿，是吐蕃帝国的一位将军。出身韦氏贵族。
根据《吐蕃大事纪年》记载，绮力心儿藏热曾经在714年、715年、717年、719年和720年举行冬季盟会。在韦·乞力徐尚年（乞力徐）死后，他继任大相。此后，他在722年至725年主持夏季盟会（除724年之外），又在721年至724年主持冬季盟会。
他在725年逝世，大论的位置由埃·芒夏木达则布继任。
| 韦·绮力心儿藏热（尚绮心儿）     |                        |                        |
| 前任： 韦·乞力徐尚年 （乞力徐） | 吐蕃大贡论 721年—725年 | 繼任： 埃·芒夏木达则布 |